# Томас Донілон
Томас Е. «Том» Донілон (англ. Thomas E. “Tom” Donilon) (14 травня 1955, Провіденс, штат Род-Айленд) — американський юрист. Радник з нацбезпеки президента США (2010—2013).

## Біографія
Закінчив Католицький університет Америки (Вашингтон) зі ступенем бакалавра мистецтв (1977). Ступінь доктора права здобув у школі права Вірджинського університету (1985).
У 1993—1996 роках помічник держсекретаря США Воррена Крістофера із суспільних питань.
У 1999—2005 роках виконавчий віце-президент «Fannie Mae» по праву і політиці, зареєстрований лобіст.
У 2009—2010 роках заступник радника президента США, з жовтня 2010 року радник президента США з національної безпеки.
На цій посаді його вказували в числі небагатьох високопоставлених американських чиновників — прихильників зближення російсько-американських відносин.
5 червня 2013 подав у відставку, його змінила Сьюзан Райс.
За деякими твердженнями, в команду Обами він потрапив завдяки віце-президенту США Джо Байдену.
Його брат Майкл працює радником віце-президента США Джо Байдена.